# 조선민주주의인민공화국의 원자력 발전
조선민주주의인민공화국은 평화적 목적으로 원자력 발전 프로그램을 추진했다고 주장하지만, 국제사회로부터 핵무기 개발을 위한 시설이라는 의혹을 받고 있다.

## 1950년대
1950년대부터 북한은 원자력 기술에 관심을 가지면서 소련으로부터 원자력과 관련된 지식과 기술을 전수받아 원자력 기술이용을 추구하였다. 1955년 4월 북한 과학원 2차 총회에서 원자 및 핵물리학 연구소를 설치하기로 결정하고 1955년 6월 소련에서 개최된 원자력의 평화적 이용에 관한 학술회의에 과학원 과학자 6명을 파견하면서 북한의 원자력 개발이 시작되었다.
1956년 3월 소련과 핵의 평화적 이용에 관한 기술협력을 주된 내용으로 하는 조소(朝蘇)연합 핵연구 조직 협정을 체결하였다. 이 협정에 따라 북한은 매년 30명의 과학자들을 드브나 핵 연구소에 연수를 보냈다. 1959년 9월 모스크바에서 소련과 추가로 원자력의 이용에 관한 협정을 체결하여 소련에서 북한의 과학자 파견이 체계적으로 진행되는 계기가 되었다.

## 1960년대
1960년대는 북한이 핵개발에 기초가 마련되었다. 1962년 1월 소련에서 연구용 원자로를 제공받아 영변에 건설하여 1965년 6월부터 IRT-2000형 원자로를 가동했다. 이 원자로는 북한 최초 원자로로 약 2년간 시험운전을 거쳐 1967년 본격적으로 운행에 들어갔다. 핵연료로는 10% 저농축 우라늄을 사용했다. 이 농축 우라늄은 소련에서 수입되었고, 사용후 핵연료는 소련에서 회수하였다. 1964년 2월에는 핵물리학 연구소를 설치하였고, 1961년에서 1967년까지 약 3천여명의 과학자를 소련에 파견했다.

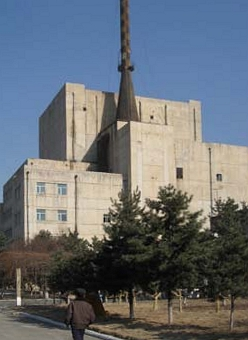
영변 원자력 연구소

## 1970년대
1970년대는 핵무기 개발 정책을 본격적으로 추진하는 시기인 동시에 산업정책으로서 에너지 개발 및 평화적 연구목적으로 원자력 개발에 몰두하던 시기다. 1971년 4월 중국 핵과학자 8명을 초청, 핵과학 연구소와 원자로 건설에 관한 지원을 받았으며, 1973년 김일성대학에 핵물리학과, 김책공대에 핵전기 공학과 원자로 공학과를 설치했다. 1974년 3월 최고인민회의 5기 3차 회의에서 원자력법이 승인되어 법적장치를 마련했다.
1974년 9월 국제원자력기구에 가입했고, 12월에는 IAEA 극동지역 대표이사국으로 피선되었다. 또 연구용 원자로와 임계 시설이 있는 영변지역의 중요성을 감안하여, 이 지역을 특별구로 지정하여 엄격히 통제했다. 1976년에는 프랑스에 원자력발전소 건설 및 운영관리 연구원, 원자력발전소 요원을 연수시켜 서방의 선진 원자력 기술을 습득했다. 1975년 영변동위원소 실험실에서 자체 핵연료를 이용하여 재처리 실험을 했고, 1976년 동위원소 생산연구실을 설치해 우라늄과 플루토늄의 처리기술을 개발하고 1978년부터는 북한지역내 우라늄광을 탐사하여 황해북도 평산과 평안남도 순천에 총 매장량 2,600만톤 가운데, 가채량 400 만톤을 확인했다. 1977년 7월에는 영변에 있는 원자로와 임계시설에 대한 IAEA 사찰을 받았다.

## 1980년대
1980년에에는 평화적 이용 우선에서 군사 우선 핵정책으로 목표가 바뀌어 핵무기를 본격적으로 추진했다. 1980년 2월 영변에 5 MWe 원자로를 건설하면서 본격적 핵무기 개발을 시작했다. 이 원자로는 북한 자체기술로 북한에서 생산 가능한 천연우라늄을 연료로 사용한 흑연감속형 원자로로서, 50년대 중반 프랑스에서 추진하다가 중단된 G-1형과 비슷한 특성을 가졌다. 프랑스에서는 이 원자로가 연구보다 플루토늄 생산이 주목적으로 경제성이 없어 폐기시킨 원자로이다. 북한은 경수로 대신 플루토늄 추출이 용이한 흑연 감속로 건설을 추진하여 핵무기 개발에 본격적으로 나서게 되었다. 북한이 흑연 감속로 원자로를 채택한 원인으로 플루토늄 추출 목적이외에도 소련이나 중국의 도움이 없이 북한내 매장된 천연우라늄을 핵연료로 쓸 수 있다는 점과 당시 북한이 농축 기술이나 중수 생산기술을 획득하지 못했고, 흑연 생산 및 흑연 감속재 활용이 북한으로서는 다루기 쉽다는 이유가 있었다.
1982년 황해도 평산에 우라늄 정련 및 변환 공장을 건설했고, 1987년에 제 1 원자로가 가동되었으며 플루토늄을 대량으로 생산할 수 있는 50 MWe급 원자로와 200 MWe 발전로를 1985년과 1989년 태천에 각각 착공했다. 또한 구 소련과 660 MWe급 경수로 3기를 신포지역에 건설하기 위해 원자력 협정을 체결하기도 했으나 건설하지는 못했다. 이 때 북한은 대형 재처리시설의 필요성을 인식, 방사화학실험실 건설을 추진했고 이 시설에 소요되는 사용 후 핵연료를 공급한다는 명목으로 5 MWe 시험 원자력 발전소를 가동했다.

## 1990년대
결국 북한은 1985년 12월 15일 조선로동당 비서 강성산이 모스크바를 방문했을 때 440 MW급(VVER-440형) 원자력 발전소 4기를 지어줄 것을 소련으로부터 약속받고, 핵확산방지조약에 가입했다.
그러나 회원국 의무사항인 핵안전조치협정에는 서명하지 않아 IAEA 사찰은 받지 않았다. 이후 1992년 1월 30일 안전협정에 서명하고 1992년 5월 4일 최초 보고서를 IAEA에 제출해 사찰을 받았으나, 사찰과정에서 북한의 플루토늄 생산량과 시기가 맞지 않아 원자력 기구와 마찰을 빚었다. 1992년 5월 25일부터 1993년 2월 6일 사이에 6차에 걸친 IAEA 임시사찰 결과 북한이 88년, 90년, 91년에 걸쳐 수 kg의 플루토늄을 추출했다는 계량결과를 제시하였는데, 북한은 1990년 1회에 단지 90 g의 플루토늄을 추출했다고 주장했다. 이어 플루토늄을 추출한 뒤 폐기한 처리장으로 추정되는 미신고시설 2곳에 대한 사찰요구를 받게되자 북한은 1993년 3월 12일 NPT 탈퇴로 대응해 전면 중단되었다.
이에 따라 1993년 3월 IAEA는 긴급이사회를 소집하여 북한의 특별사찰 수용을 요구하는 결의안을 채택했으며, 이어서 1993년 3월 31일 특별이사회를 개최하고 북한 핵문제를 안보리와 총회에 보고했다. 유엔안보리는 1993년 4월 8일 북한의 NPT 복귀를 촉구하는 의장성명을 발표하고, 1993년 4월 11일 결의안을 채택하였다. 1993년 6월부터 미국은 북한과 핵문제 해결을 위한 직접협상을 시작했으며, 2단계 북미회담에서 북한 핵문제 해결 대안으로 북한에 경수로 제공문제가 대두되었다. 한국 정부도 1994년 8월 15일 대통령 경축사를 통해 지원입장을 밝혔다.

### 경수로 지원 사업
1980년대 말부터 국제원자력기구 등 국제사회가 북한의 핵개발 의혹을 제기할 때마다 북한은 협상력을 높이려는 정책을 추구했다. 1994년 핵 위기로 한때 전쟁위험까지 있었는데, 카터 미국 전 대통령의 방북에 이은 3차 북미회담에서 1994년 10월 21일 북미간 제네바 기본합의서가 체결되어 북한의 핵개발 동결대가로 1,000 MWe급 경수로 2기를 제공하기로 함으로써 북핵 문제 해결의 실마리를 제공하였다. 제네바 협의를 통해 북한의 흑연 감속로를 경수로 발전소로 대체하는데 동의하였다. 북한은 흑연감속로와 핵 관련시설을 동결하고 궁극적으로 이를 해체하며, 5 MWe에 사용후 핵연료봉은 안전조치 후 제 3국으로 이전하기로 했다. 또 흑연감속로 동결에 따른 대체에너지로 매년 중유 50만톤을 제공하기로 했다.
경수로 사업 추진을 위해 대한민국은 1995년 1월 통일원 산하에 경수로사업지원기획단을 설치하였으며, 1995년 3월 한미일 주도하에 경수로사업의 재원조달과 공급을 담당한 국제콘소시움으로 한반도 에너지 개발기구가 설립되었다. KEDO의 중요한 의사결정은 한·미·일·EU로 구성되는 집행이사회에서 결정하며, 집행이사국 외에 일반회원국으로 9개국(핀랜드, 뉴질랜드, 호주, 인도네시아, 칠레, 아르헨티나, 폴란드, 체코)이 가입하였다. 한편 대북 경수로 지원사업과 관련, 1995년 6월 북미 쿠알라룸루르 협상에서 KEDO가 경수로 모형 및 주계약자를 결정키로 합의함으로써 한국표준형 원전 공급과 한국의 중심적 역할 수행을 위한 토대가 마련되었다.
1996년 3월 한국전력과 KEDO는 한전이 주계약자로서 일괄도급방식 시공한다는데 합의하였다. 1995년 12월에는 KEDO와 북한간 경수로 공급협정을 체결하고, KEDO가 선정하는 2개의 냉각재 유로를 가진 1,000 MWe급 가압경수로 2개를 일괄도급방식으로 유상공급하되 상환은 각 호기 완공 후 3년 거치 17년 무이자 분할 상환하기로 하였다. 1999년 12월 15일 한전과 KEDO는 주계약을 체결하여 경수로 사업을 본격적으로 추진할 수 있게 되었다. 주계약은 계약일반조건 38개 조항과 22개의 부록으로 구성되어 있으며, 의무사항과 공사기간 및 계약금액, 발효에 관한 내용으로 되어있고, 2000년 2월 3일자로 주계약이 발효되어 본공사를 시작했다. 공사기간은 별도의장서에 따라 확정되며, 계약금액은 1997년 1월 불변가격 기준으로 40.8억 달러이고, 주계약은 KEDO와 한국수출입은행, KEDO와 일본국제협력은행간 융자계약 체결과 동시에 발효된다. KEDO 집행이사회는 1997년 11월 경수로 건설 예상사업비를 총 51.8억 달러로 합의하였으며, 1998년 7월에는 아시아금융 위기에 따른 원화가치의 급격한 하락을 반영하여 예상사업비 규모를 46억 달러로 재조정하였다. 대한민국, 일본, 미국, EU 등 KEDO 집행이사국은 1998년 11월 재원분담결의안을 채택하였다. 재원분담협상 결과 대한민국은 실 공사비의 70 %를 원화로 기여(46억 달러 기준으로 3조 5,420억원)하고, 일본은 10억 달러 상당의 1,165억엔을 정액으로 제공하며, EU는 7,500만 ECU를 기여하고, 미국은 대북 중유공급비용 및 KEDO의 여타 소요자금에 대한 재원확보를 위해 노력키로 하였다.
1997년 8월 금호지구 경수로 사업부지에서 착공식이 있었고, 2000년 2월 3일부로 초기부지공사에 진입하였다. 참여업체는 합동시공단(한전 및 현대, 동아. 대우, 한국중공업)이었다.
한국전력공사는 함경남도 신포·금호지구 현장에서 893만7천m2에 대한 터 닦기를 4년 만에 끝내고, 2001년 9월 4일 한반도에너지개발기구에서 북한 당국으로부터 경수로 발전소 건설허가를 발급받아 발전소 기초 굴착공사를 착공했다.

### 북한 핵 실험
2002년 10월 미국의 켈리 특사와 회담에서 핵무기 개발 계획을 시인하여 2차 핵위기가 발생하였다. 미국은 2002년 12월부터 합의한 대북 중유 제공을 중단하였다. 북한은 제네바 합의에서 약속한 대로 2003년까지 완공되지 않을 경우 중대한 시련을 맞이할 것이라고 반발하고, 2003년 1월 10일 북한은 NPT 탈퇴를 선언했다. 2005년 2월 10일 북한의 핵 보유 선언, 4차에 걸친 6자 회담이 진행되고, 2005년 9월 19일 북미간 상호체제를 인정하는 공동성명을 채택했다.
북한은 2006년 10월 3일 핵 실험을 예고하고, 6일 만인 10월 9일 함경북도 길주군 풍계리 일대 지하시설에서 1Kt 정도의 소규모 핵 실험을 했다.
이후 2008년까지 6차에 걸친 6자회담으로 성명과 합의 등을 도출하여 북핵폐기 3단계 중 2단계까지 진행되었다.
2007년 7월 15일 영변 핵시설 가동 중단을 발표하고, 2008년 6월 27일 영변 원자로 냉각탑을 폭파했으나, 2009년 4월 5일 장거리 로켓을 발사하고, 6자 회담에 불참, 핵시설을 재가동했다. 북한은 2009년 5월 25일 2차 핵 실험을 하고, 2009년 6월 13일 유엔 안보리에서 대북 실험 제제를 결의(제 1874호)했다.

## 같이 보기
- 핵 확산 금지 조약
- 북핵문제 연표

### 핵무기
- 로동 1호
- 대포동 1호
- 핵 확산 금지 조약
- 풍계리 핵 실험장
- 조선민주주의인민공화국의 대량 살상 무기
- 압둘 카디르 칸

### 원자력
- 금호군
- 녕변 원자력 연구소

### 남북관계
- 한반도 에너지 개발기구
- 대한민국의 원자력 발전
- 제네바 합의